# 欧洲专业烹饪中心
欧洲专业烹饪中心（法語：CEPROC，Centre Européen des Professions Culinaires），1969年由法国“国家烹饪协会”（Confédération Nationale des Charcutiers Traiteurs - CNCT）组建。教授高级法式烹饪（Haut de Gamme de la Cuisine Francais）的烹饪培训机构之一。校长Joël Mauvigney是CNCT主席。学校总部位于小巴黎Paris19区，近4000平米。该校建有其他法国学校所普遍没有的学生公寓楼。CEPROC瑟铂克是法国教育部承认并授权能授予学员CAP学位的学校之一，也是CFA - centre formation apprenti学徒培训中心的学校之一，受Chambre des Metiers法国工艺协会直接管理。
很多CEPROC瑟铂克的全职或兼职教师都享有法国最佳技师MOF - Meilleurs Ouvriers de France称号，有些还是米其林星级厨师(étoile michelin)。每年2000余名学员参加学习或参与进阶培训。
学校目前只设有法语网站。

## 知名校友及教师
- Patrick Casula：2008年荣获世界甜品冠军 (Champion du monde de pâtisserie)称号[5]。
- Alain Reix：1992年10月到2007年2月在巴黎埃菲尔铁塔上的餐厅Le Jules Vernes担任经理及主厨，米其林2星大厨[6]。
- Arnaud Nicolas：2003年获得获得法国最佳技师MOF称号，年仅25岁的他是史上最年轻的MOF[7]。